# Chlorure de lithium
Le chlorure de lithium est un composé chimique de formule LiCl. Il est un composé typiquement ionique. La petite taille de l'ion Li+donne lieu à des propriétés que n'ont pas les autres chlorures de métaux alcalins, comme une extraordinaire solubilité dans les solvants polaires (830 g/l d'eau à 20 °C) et ses propriétés hygroscopiques.

## Propriétés chimiques

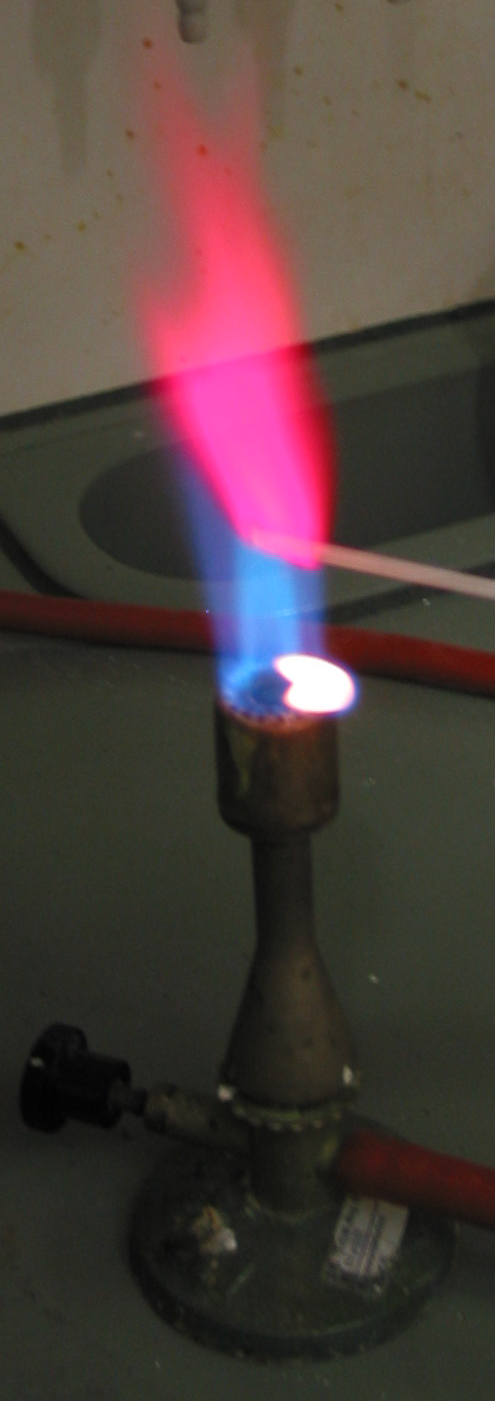
Flamme rouge foncé créée par du chlorure de lithium à haute température.

Le sel forme des hydrates cristallins, contrairement aux autres métaux alcalins. On connaît des mono-, tri- et pentahydrates. Il absorbe jusqu'à quatre équivalents d'ammonium comme n'importe quel chlorure ionique, les solutions de chlorure de lithium sont des sources d'ion chlorure par exemple pour former un précipité avec le nitrate d'argent :
LiCl + AgNO3 → AgCl + LiNO3

## Préparation
Le chlorure de lithium est produit par attaque du carbonate de lithium avec l'acide chlorhydrique.  En principe, on peut utiliser la réaction très exothermique du lithium avec le chlore ou  le chlorure d'hydrogène anhydre. Pour diminuer l'hydrolyse, le LiCl anhydre est préparé à partir de l'hydrate avec du chlorure d'hydrogène chaud.

## Utilisation
- Le chlorure de lithium est utilisé principalement pour produire du lithium métallique par électrolyse d'un bain de LiCl/KCl fondus à 600 °C. Il forme un eutectique avec KCl à 59,2 %m, qui fond à 353 °C[9].
- LiCl est utilisé comme fondant de soudure pour l'aluminium dans les pièces d'automobile.
- Il est utilisé comme desséchant pour l'air[6].
- Dans des applications plus spécialisées, le LiCl est utilisé en synthèse organique par exemple dans la réaction de Stille.
- Il est utilisé pour la précipitation de l'ARN d'extraits cellulaires[10].
- Il est aussi utilisé dans les cycles frigorifiques (H2O/LiCl) des machines à absorption.

## Dangers
Les sels de lithium affectent le système nerveux central. À un certain moment, dans les années 1940, le chlorure de lithium fut produit pour substituer le sel de cuisine mais il fut interdit après que l'on s'aperçut de sa toxicité.
En tératogenèse, des doses de 50 mg ont été administrées pendant les jours 1, 4, 7, 9 de la gestation de rates puis de 20 mg jusqu'au 17e jour. Ont été constatées des malformations des yeux, de l'oreille externe ainsi que des fentes palatines[réf. nécessaire].